# Franz Mozart (Baumeister)

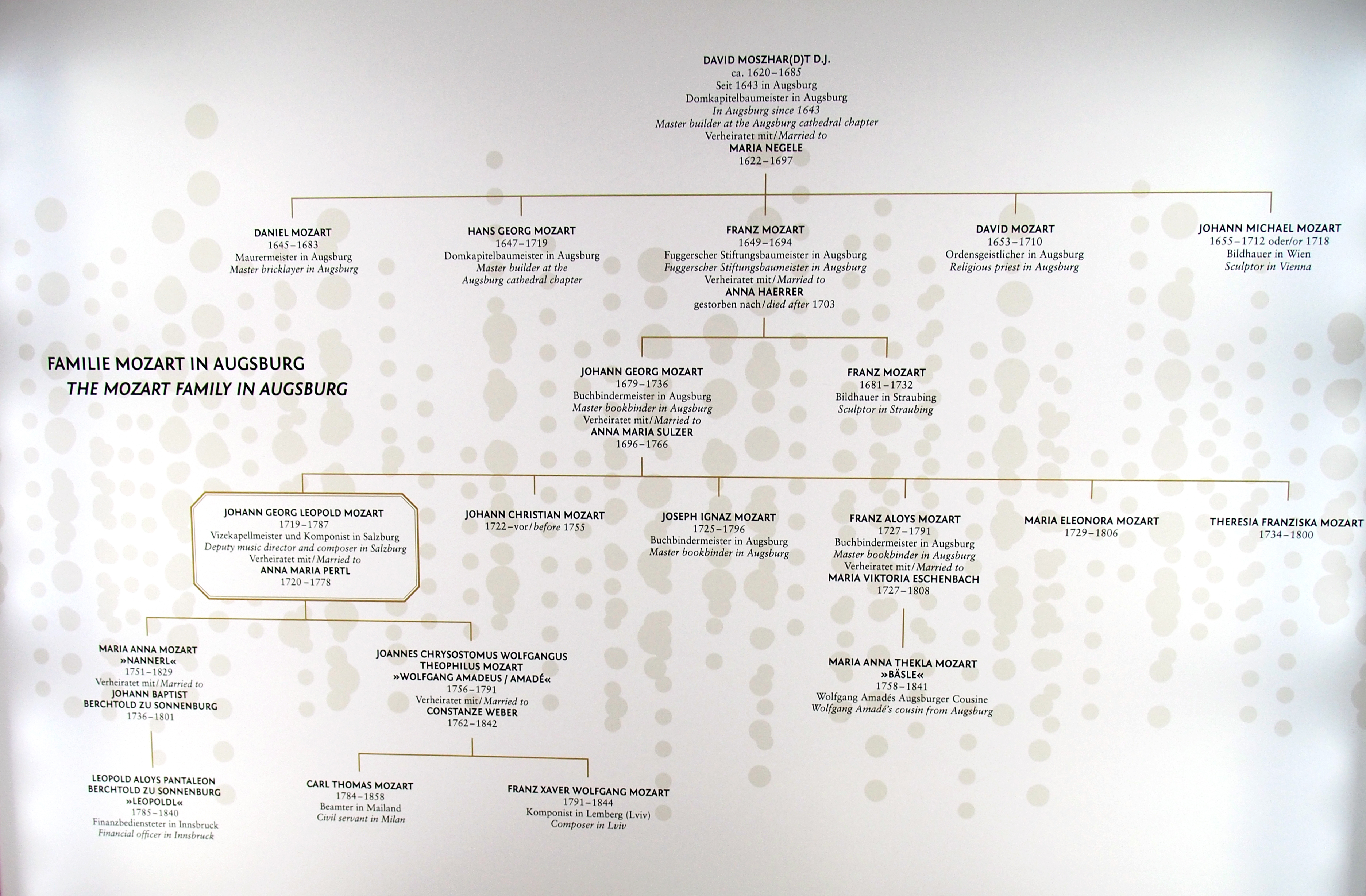
Stammbaum der Mozartfamilie

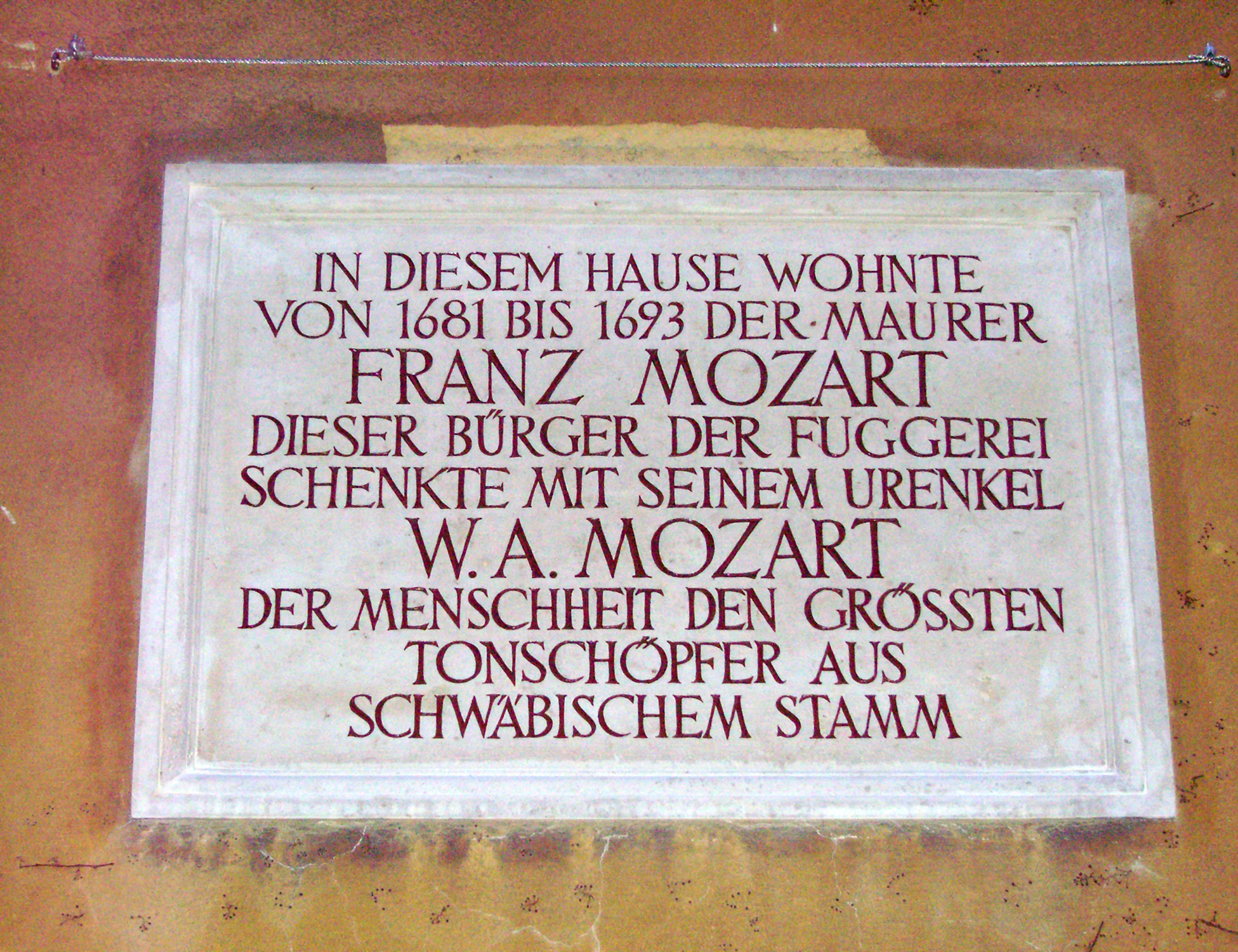
Gedenktafel an Franz Mozart in der Fuggerei

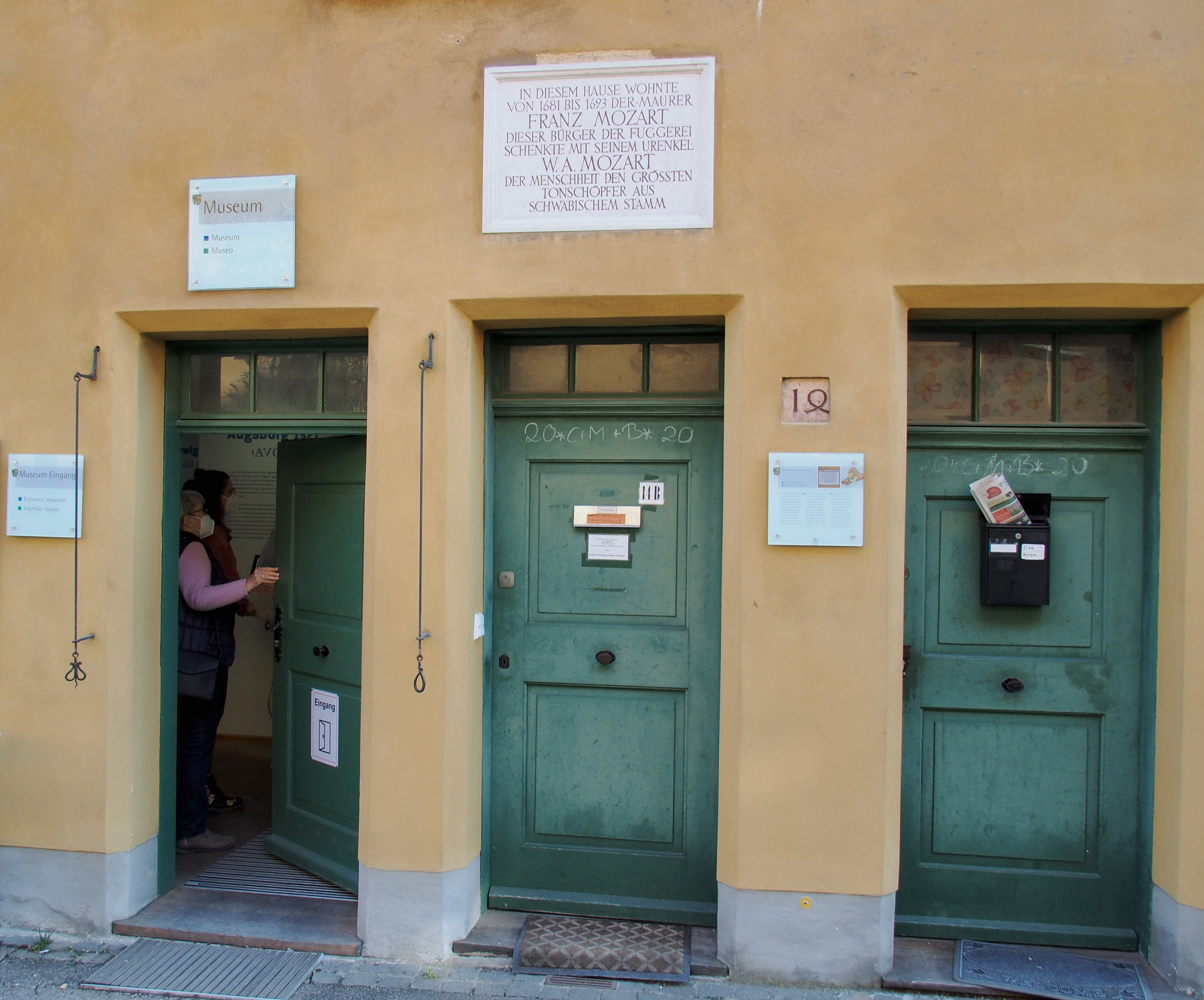
Eingang zur Wohnung von Franz Mozart, Mittlere Gasse, Fuggerei (Augsburg)

Franz Mozart (getauft 3. Oktober 1649 in Augsburg; † 1693 oder 1694 ebenda) war ein Maurermeister der Barockzeit und der Großvater von Leopold Mozart, somit auch Urgroßvater von Wolfgang Amadeus Mozart.

## Herkunft und Geschwister
Der Maurermeister Franz Mozart war der Sohn des im Dreißigjährigen Krieg nach Augsburg eingewanderten Baumeisters David Mozart, des Stammvaters der Künstlerfamilie Mozart, der im Raum Augsburg einige Sakralbauten errichtete und auch für die Familie der Fugger arbeitete. Während sein Bruder Hans Georg Mozart als Werkmeister am Augsburger Domkapitel eine bis heute anhaltende Bekanntheit erlangen konnte, sind über Franz Mozarts Bautätigkeit nur wenige namentlich zuordenbare Belege erhalten. Ein weiterer Bruder Mozarts, Daniel (1645–1683), der Älteste, war ebenfalls Maurer, über seine Tätigkeit ist nichts weiteres bekannt. Mozarts jüngerer Bruder David (1653–1710) trat in einen Orden ein, sein jüngster Bruder Johann Michael (1655–1718) wurde Bildhauer in Wien. Außerdem hatte Franz Mozart vier Schwestern.

## Werdegang
Es wird angenommen, dass Mozart wie sein Bruder Hans Georg die Lehrzeit bei seinem Vater David verbrachte. In diese Zeit fällt eine Begebenheit, die schwere Folgen für Mozarts weiteren Lebenslauf hätte haben können und vielleicht auch hatte. Franz Mozart half 1677, den Leichnam eines in der Sicht seiner Zeit Ehrlosen, eines Scharfrichterknechtes, zu begraben. Dies hätte zum Verlust der Ehrbarkeit und in der Folge zum Ausbleiben von Bauaufträgen führen können. Manche Autoren führen eine von ihnen angenommene Verarmung Mozarts auf diesen Vorfall zurück.
Im Jahr 1681 legte Mozart die Meisterprüfung im Maurerhandwerk erfolgreich ab; im selben Jahr zog er in die Fuggerei. Als Stiftungsbaumeister war er bis zu seinem Tod für Bauvorhaben in dieser Siedlung verantwortlich.

## Verarmungsthese
Einige Autoren sehen den Umzug in die Fuggerei, eine frühe geförderte Siedlung für Minderbemittelte, als Indiz für eine Verarmung Mozarts und nehmen als Ursache einen Verlust der bürgerlichen Ehrbarkeit an, infolge der nicht legitimierten Beerdigung des Scharfrichterknechtes in Mozarts Lehrzeit. Gegen die Annahme einer Verarmung spricht jedoch, dass auch sein Bruder Hans Georg an der fraglichen Beisetzung teilgenommen hatte, später aber in seiner Vaterstadt sehr erfolgreich wurde; eine zunächst verhängte Geldstrafe wurde den beiden Brüdern erlassen. Gegen die Annahme einer Verarmung spricht außerdem, dass Franz Mozart im Oktober 1681, also im Jahr seines Einzugs in die Fuggerei, die Meisterprüfung bestand und die Meistergerechtigkeit, die zum Ausüben des Handwerkes berechtigt, bereits innehatte. Auch lebten sein Vater und sein Bruder Hans Georg noch, beide in der Stadt angesehene Bauleute. Der Augsburger Lokalhistoriker Adolf Layer nimmt an, dass Mozarts Stelle als Stiftungsbaumeister zu einer gesicherten Existenzgrundlage durch gut bezahlte Aufträge führte – von denen allerdings heute keiner mehr Franz Mozart namentlich zuordenbar ist. Der Umzug erfolgte nach Layers Annahme aus dem Grund, dass mit der Baumeisterstelle das Wohnrecht in der Fuggerei und damit eine vergünstigte Wohnmöglichkeit verbunden war.
An den Aufenthalt von Franz Mozart erinnert eine Gedenktafel am Haus Nr. 14 in der „Mittleren Gasse“ der Fuggerei, hier wird das unsichere 1693 als Ende des Aufenthalts angegeben.

## Ehe und Nachkommen
Franz Mozart war seit Februar 1678 mit Anna Haerrer aus Oberbuch bei Isen verheiratet. Die Eheleute hatten zwei Söhne und eine Tochter. Franz Mozarts Sohn Johann Georg (1679–1736) stand nach dem Tod seines Vaters unter der Vormundschaft seines Onkels Hans Georg Mozart. Er erlernte das Buchbinderhandwerk und wurde der Vater von Leopold Mozart und Großvater von Wolfgang Amadeus Mozart. Sein zweiter Sohn, ebenfalls Franz Mozart genannt, wurde Bildhauer; es wird vermutet, dass er nach dem Tod des Vaters nach Wien zu seinem Onkel Johann Michael, als Bildhauer vielleicht sein Lehrmeister, geschickt wurde.

## Film
- Eingetaucht in die Ewigkeit, Augsburg – die bayerische Mozartstadt, Filmdokumentation von Bernhard Graf, BR 2011, eine Spurensuche über Franz Mozart und seine Verwandten.
- Mozart – die wahre Geschichte von Bernhard Graf, BR 2012, ein Dokumentarspiel über Franz Mozart und seine Verwandten.
- Mozarts Geheimnisse, Filmdokumentation von Bernhard Graf, BR 2019, eine Spurensuche zu Franz Mozart und seinen Verwandten.